# 村西利恵
村西 利恵（むらにし りえ、1980年7月6日- ）は、関西テレビコンテンツデザイン局アナウンス部所属のアナウンサー。

## 来歴
大阪府吹田市出身。大阪府立春日丘高等学校を経て、関西学院大学経済学部に入学。高校時代は生徒会長を務めていた。学生時代、ゼミは当時：経済学部教授であった根岸紳のゼミに所属し、その他にフロンティアコーポレーションに所属し、モデルとしても活動していた。
2003年3月、同大卒業後の同年4月、アナウンサーとして関西テレビに入社。初鳴き以後の2003年9月から『スーパーニュースほっとKANSAI』のスポーツキャスターを担当。入社3年目となる2005年4月、『ベリーベリーサタデー!』にて自身初のFNS全国ネット番組を担当。同年10月、産休に入ったフリーアナウンサーの林部香織に替わってメインニュースキャスターを務め、2006年4月、後継番組である『FNNスーパーニュースアンカー』でもサブのニュースキャスターとして起用されたため、同年3月25日をもって『ベリサタ!』を降板した。
2017年3月24日の『ワンダー』最終回にて、サブキャスター、スポーツキャスター含めて13年半担当していたニュースキャスターを勇退する事を自身のInstagramとブログにて発表した。
同年4月以後、番組出演頻度が減少傾向のため、同年6月に人事部の勧めもあり、帯番組の出演が終了した時点で母校である関学の大学院経営戦略科企業経営戦略コースのハッピーキャリアプログラムに進学。修了後、2019年から追手門学院大学にて講師を務めており、2020年から岡山理科大学の非常勤講師として就任し、アサーティブ・コミュニケーションの指導を行なっている。
その後、2020年9月の改組込みの人事にて、コンテンツデザイン局アナウンス部主事に昇進。

## 人物
- 趣味は映画鑑賞とドライブ、スキー、スキューバダイビング。また、2016年3月以降は釣りも趣味としており、サンケイスポーツ関西版にて「村西利恵の釣り女にア～ナりたい」コラムを担当しており[10]、その後釣り番組も担当している[11]。日本国内は元より海外でも海釣りを行うことがある。
- 学生時代の2000年に『週刊文春』の『篠山紀信女子大生写真館』にも登場したことがあり[12][注 1]、その頃からニュースキャスター志望を表明していた[13]。また、高校時代に写真部に所属していたため、2015年度入社の竹﨑由佳、竹上萌奈のブログ画像を撮影を担当しており[14]、その後も自身で撮影した写真はInstagramのアカウントにてアップして発表している。
- プライベートでは2010年10月、約1年の交際を経て、同局製作部に勤務する同期・同年齢の同僚と結婚し2011年5月に挙式した[15]が、1年後の2012年末に離婚[注 2]。その後、2017年1月に共通の友人の紹介で知り合った3歳年上の医師と2017年6月末に再婚した[7][16]。しかし、2018年5月12日放送の『カンテレ開局60周年特別番組 アナウンサー物語24時〜未公開大放出SP〜』にて、元共演者で進行役の竹山隆範（カンニング）から推される形で、2018年3月に結婚後9ヶ月で2度目の離婚をした事を発表[17][18]。その後、2020年10月時点で『マルコポロリ!』の同年10月4日放送分にて、交際している一般人男性から求婚されていることを明かし[19]、釣りコラムの連載を持っているサンケイスポーツに対し、年内に婚姻届を提出する事を明かし[20]、その後、同年11月に結婚[21]。以前は子供を授かる事を思慮して無かったが、3度目の結婚生活以後に妊活をしていた事を開陳し、自身が出演している『カンテら!』2021年10月18日放送分のOPトークにて、7ヶ月の安定期に入り2022年2月出産予定である事を明かした[22][23]。また、自身のInstagramにて写真をアップしているフレンチ・ブルドッグを飼い出した理由も、前述の妊活を行なった結果、子供が授かれなかったとしてもこの子と人生が過ごせればいいと願える支えとしてだったことも重ねて明かした[22] 。

## 出演番組

### 現在

#### テレビ
- 釣りたガール!（釣りビジョン）[注 3]
- すてき彩事記※不定期
- FNN Live News α※関西ローカルニュース（隔週金曜）

#### ラジオ
- カンテら!（ラジオ大阪）※サブパーソナリティ - 2021年4月19日、5月17日、6月14日、7月13日、8月24日、9月27日、10月18日

### 過去

#### テレビ
モデル時代
- おしえて（毎日放送）
- ちちんぷいぷい（毎日放送）
- パチンコ物語（サンテレビ）

関西テレビ入社後
- 走れ!ガリバーくん
- たかじん胸いっぱい
- りえむら（2004年4月2日 - 2005年9月30日）
- FNNスーパーニュースほっとKANSAI（サブキャスター※平日、スポーツキャスター※月- 水曜）- 2003年9月29日 - 2005年3月25日、2005年3月28日 - 2006年3月31日
- ベリーベリーサタデー!（アシスタント・進行）- 2005年4月2日 - 2006年3月25日
- たかじんno屋敷（2004年5月29日）
- プライスバラエティナンボDEなんぼ（2004年）
- ギルティ 悪魔と契約した女
- 黄昏流星群 〜C-46星雲〜
- 映画「阪急電車 片道15分の奇跡」公開記念!愛菜ちゃんとぶら〜り今津線  - 2011年3月6、13、20、27日
- FNNスーパーニュースアンカー（サブキャスター）※平日 - 2006年4月5日 - 2015年3月27日
- ゆうがたLIVE ワンダー → みんなのニュース ワンダー（ニュースキャスター）※平日 - 2015年3月30日 - 2017年3月24日
- 雨上がりのナニモン!?（「師匠がヒント!クイズナニモンレポート」コーナー進行） - 2017年4月15日 - 2018年3月31日
- お笑いワイドショー マルコポロリ!（アシスタント）※中島めぐみの産休中の代役 - 2019年4月28日 - 2020年10月18日

## その他

### コラム
- 村西利恵の釣り女にア～ナりたい（サンケイスポーツ近畿版） - 2016年3月 -

### インターネット動画配信
- ヤマヒロのアナ Pod cafe（インターネットラジオ）

### 映画
- プリンセス・トヨトミ（アナウンサー役）
- 阪急電車 片道15分の奇跡

### ビデオ/DVD
- カンテーレ!女子アナ三姉妹in KYOTO（2004年1月23日）
- カンテーレ!女子アナ三姉妹の休日（2004年1月23日）

### イベント
- 「TEAM2011」としての番組・イベント出演（不定期）